# Shenzhen Yantian Port Group
Die Shenzhen Yantian Port Group (häufig auch nur Yantian Port Group mit der Abkürzung YTP) ist ein staatliches Unternehmen in der Volksrepublik China, das vor allem den Hafen von Yantian betreibt. Gegründet wurde das Unternehmen am 26. Februar 1985 als Shenzhen Dongpeng Industrial Co. Es hat seinen Sitz in Shenzhen. Im Jahr 2017 erwirtschaftete YPT einen Erlös von 1,396 Milliarden Renminbi. Die Gesellschaft unterhält als weiter Häfen, neben dem Hafen von Yantian auch den Huangshi New Port in Hubei, den Huizhou-Quanwan-Kohlehafen, den Internationalen Logistikhafen von Shanwei Xiaomo und den Hafen von Hebei Caofeidian. Als weiteres ist die YPG in Besitz der Hainan Strait Holdings.

## Diversifizierung und Investments
Anfang der 2010er Jahre begann die YTP ihre Investitionen zu diversifizieren. So hatte die Gesellschaft in den Häfen in der Nördlichen Chinesischen Provinzen Beteiligungen gekauft, weil sie sah, dass diese schneller Wachsen als der Hafen von Yantian. Auch wurde Geld in einen Strassenmautbetreiber in Xiangtan investiert. Im Jahr 2011 hat YTP 233,33 Millionen Renminbi in den Huizhou-Quanwan-Kohlehafen investiert und damit eine 70 Prozentige Beteiligung erhalten. Im selben Jahr hat YTP 1,36 Milliarden Reminmbi für ein 35 Prozentigen Anteil für den Hafen von Hebei Caofeidian erhalten.